# 皮洛士二世
皮洛士二世（希臘語：Πύρρος，？—前238年），伊庇魯斯摩羅西亞王國國王。約公元前255年到前238年間統治伊庇魯斯。
約公元前255年，皮洛士二世自父親亞歷山大二世手中繼承伊庇魯斯王位，因年幼關係由其母奧林匹亞絲擔任攝政。約公元前239年，奧林匹亞絲為鞏固皮洛士二世在伊庇魯斯的地位，把自己的女兒佛提雅嫁給馬其頓王國的德米特里二世，並與馬其頓同盟。
當皮洛士二世成年正準備親自問政時，隨即逝世。王位傳給其弟托勒密。皮洛士已知有兩個女兒黛達彌亞和涅柔斯（Nereis）。
| 前任： 亞歷山大二世 | 摩羅西亞國王及伊庇魯斯聯盟統帥 前255年－前238年 | 繼任： 托勒密 |